# Liste der Naturschutzgebiete in der Stadt Regensburg
In der Stadt Regensburg gibt es vier Naturschutzgebiete. Zusammen nehmen sie im Stadtbereich eine Fläche von etwa 119 Hektar ein. Das größte Naturschutzgebiet ist das 1939 eingerichtete Naturschutzgebiet Am Keilstein.
| Name                                     | Bild | Kennung                   | Einzelheiten | Position | Fläche Hektar | Datum |
| ---------------------------------------- | ---- | ------------------------- | --- | -------- | ------------- | ----- |
| Am Keilstein                             |      | NSG-00015.01 WDPA: 164046 | Regensburg Wichtiges Rückzugsgebiet extrem wärme- und trockenheitsliebender Tier- und Pflanzenarten.             | ⊙        | 46,40         | 1939  |
| Brandlberg                               |      | NSG-00510.01 WDPA: 162533 | Regensburg Große, zusammenhängende Halbtrockenrasen mit weitläufigen Heckenstrukturen.                           | ⊙        | 40,77         | 1994  |
| Max-Schultze-Steig                       |      | NSG-00018.01 WDPA: 82148  | Regensburg Rückzugsgebiet wärmeliebender Pflanzengesellschaften. Stadt Regensburg 7,44 ha, LK Regensburg 5,01 ha | ⊙        | 12,45         | 1939  |
| Südöstliche Juraausläufer bei Regensburg |      | NSG-00430.01 WDPA: 165789 | Regensburg Halbtrockenrasen und wärmeliebende Saumgesellschaften.                                                | ⊙        | 24,75         | 1992  |
| Legende für Naturschutzgebiet            |      |                           | |          |               |       |